# Минган (Иркутская область)
Минга́н (тенденция к изменению на искажённое Микга́н, устаревшее альтернативное название — Попере́чная) — посёлок в Усть-Кутском районе Иркутской области, Россия. Расположен на реке Якурим в устье ручья Минган в 23 км севернее Усть-Кута.
Административно подчинён Усть-Куту, находится на землях Усть-Кутского городского поселения.

## История
В 1989 году в посёлке проживало 156 человек; до 1990-х действовала начальная школа. До 1995 года посёлок находится в Якуримском сельсовете, а при его упразднении вошёл в подчинение Усть-Куту.
В посёлке действовала колония-поселение № 31 (ок. 200 заключённых в 2009 году).

## Название
Название посёлка и ручья — Минган, происхождение топонима не установлено. Также поселение иногда называлось деревней Поперечной. С 1990-х в официальной речи и местной прессе появилась и усиливается тенденция к применению искажённого названия Микган. В речи название управляется предложной парой «на / с»: куда? на Минган; где? на Мингане; откуда? с Мингана.